# Hangács
Hangács ist eine ungarische Gemeinde im Kreis Edelény im Komitat Borsod-Abaúj-Zemplén.

## Geografische Lage
Hangács liegt in Nordungarn, 21 Kilometer nördlich des Komitatssitzes Miskolc und 7 Kilometer östlich der Kreisstadt Edelény an dem Fluss Hangács-patak. Nachbargemeinden sind Nyomár und Damak.

## Geschichte
Im Jahr 1907 gab es in der damaligen Kleingemeinde 191 Häuser und 1279 Einwohner auf einer Fläche von 4168  Katastraljochen. Sie gehörte zu dieser Zeit zum Bezirk Szendrő im Komitat Borsod.

## Sehenswürdigkeiten
- Reformierte Kirche, erbaut in den 1880er-Jahren
- Römisch-katholische Kirche Szent Adalbert

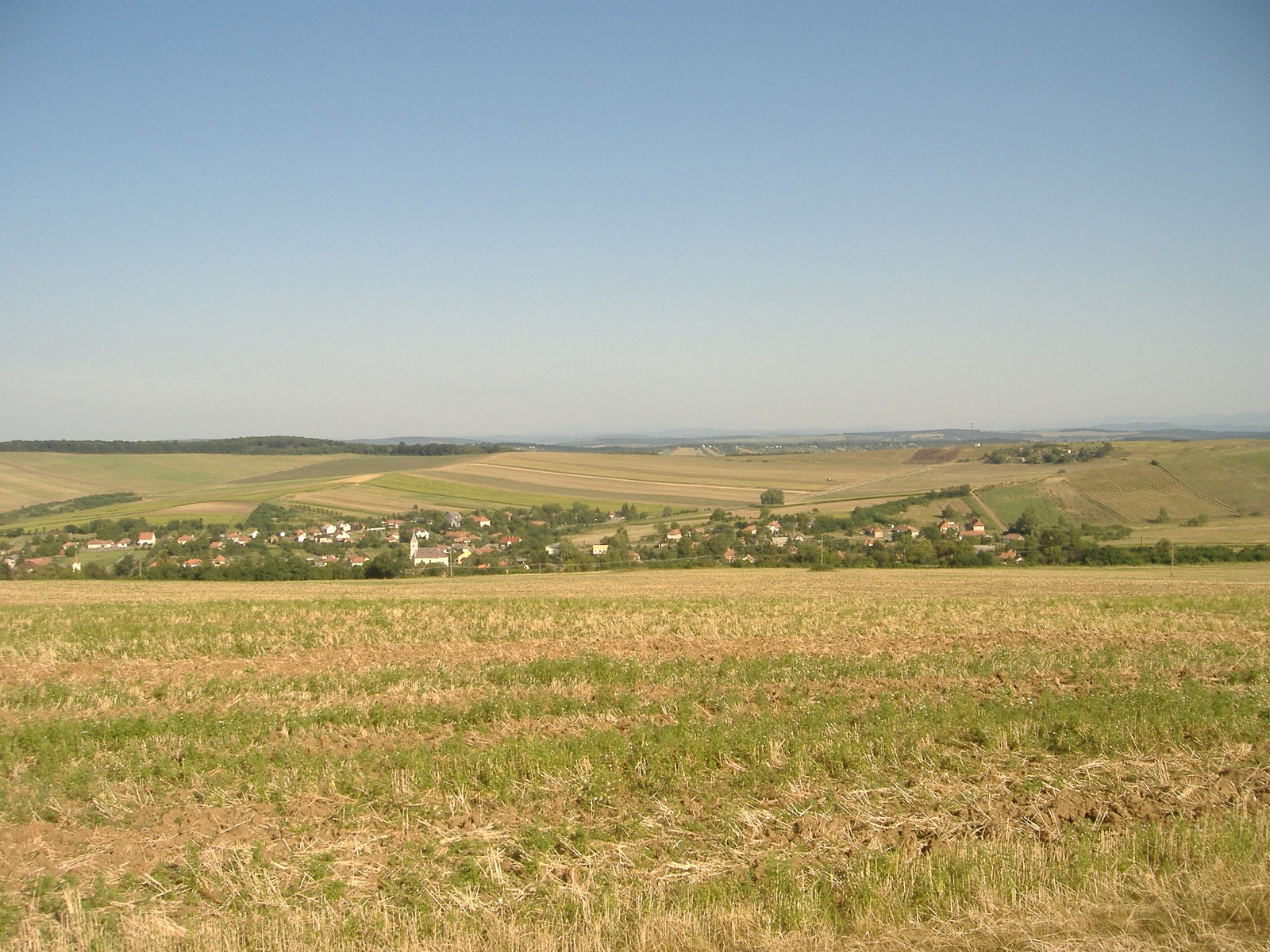
Blick auf Hangács
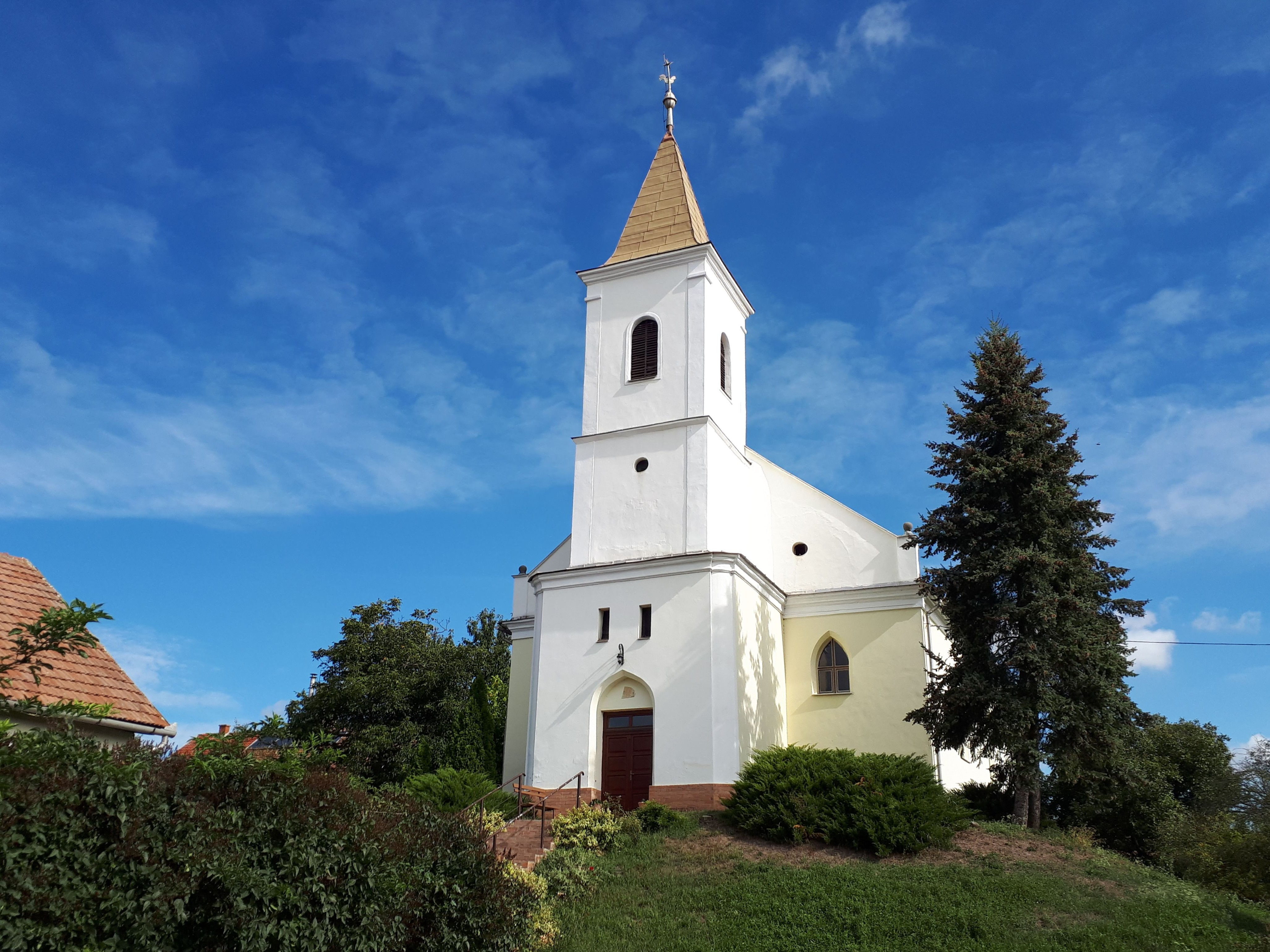
Reformierte Kirche
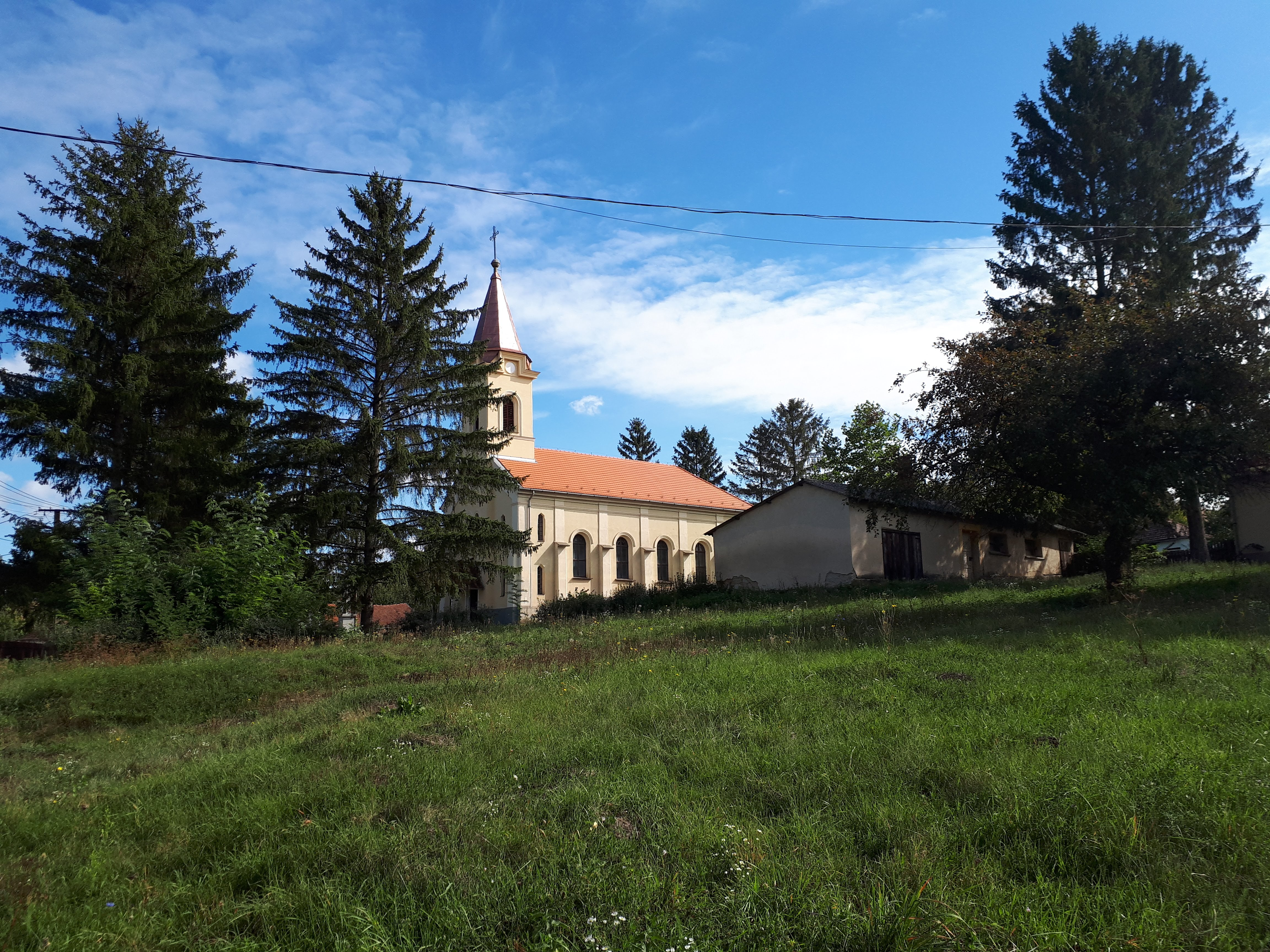
Römisch-katholische Kirche Szent Adalbert
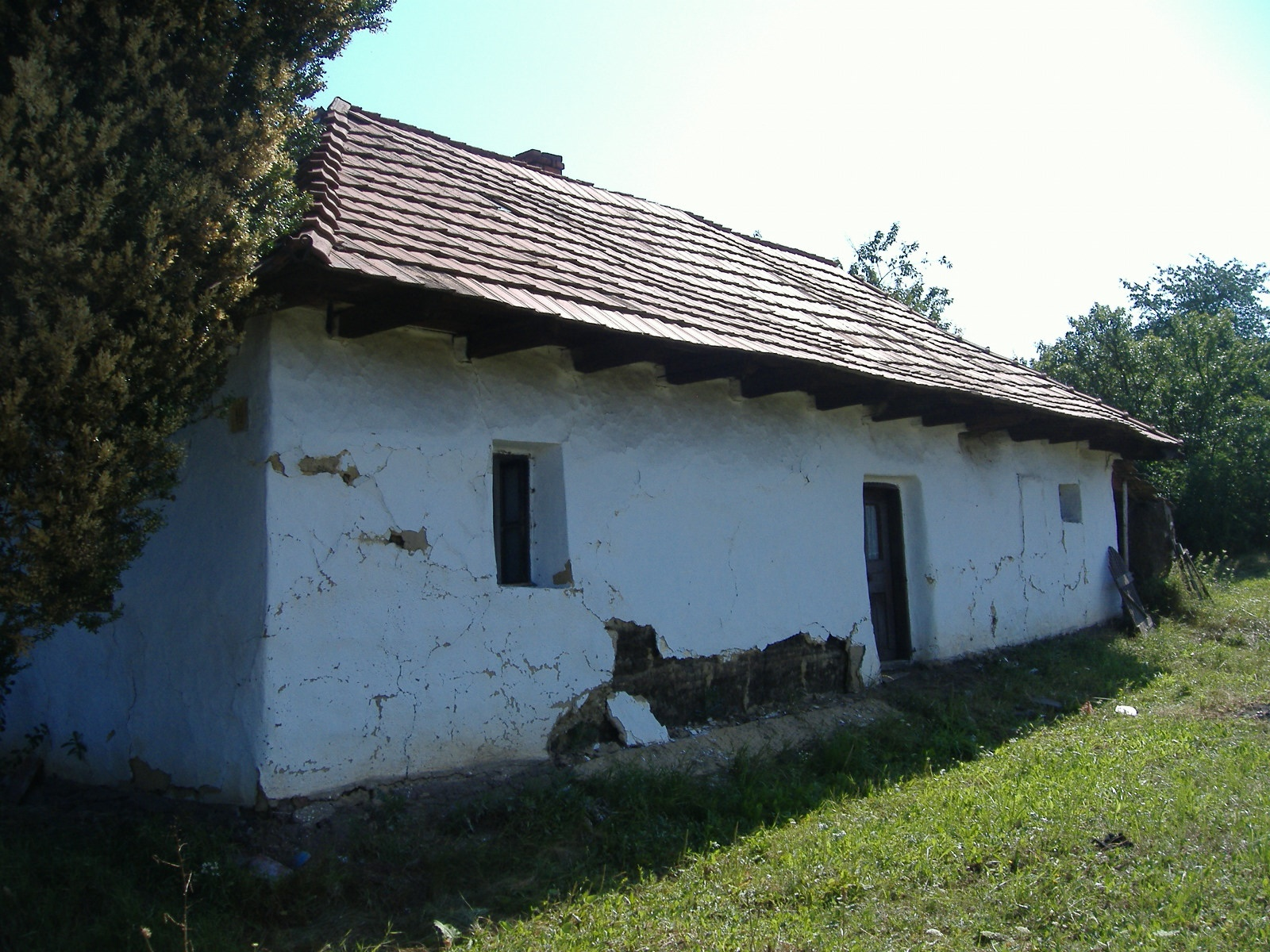
Traditionelles Bauernhaus

## Verkehr
Durch Hangács verläuft die Nebenstraße Nr. 26137. Es bestehen Busverbindungen nach Edelény und Miskolc. Der nächstgelegene Bahnhof befindet sich südwestlich in Boldva.